# Звичайна людина
«Звичайна людина» — американсько-шрі-ланкський фільм режисера Чандра Рутнама, що вийшов на екрани 2012 року. У головних ролях — Бен Кінгслі та Бен Кросс. 

## Сюжет
Не завжди хаос і руйнування йдуть тільки за агентами терористичних угруповань, які роками готуються до своїх атак. Фільм розповість про звичайного чоловіка, який замінував кілька об'єктів на Шрі-Ланці. Його вимоги – дати свободу раніше заарештованим екстремістам. Та навіщо йому це, і що рухає подібною особистістю? Це й повинен з'ясувати поліційний інспектор до того, як вибухи заберуть десятки життів.

## У ролях
- Бен Кінгслі
- Бен Кросс
- Нумая Сірівардена
- Патрік Рутнам
- Фредерік-Джеймс Лобато
- Джером Де Сілва
- Душіянтх Віраман